# グローリー・スター
グローリー・スターは、バンダイナムコゲームスから発売されたコンピューターゲーム、『スーパーロボット大戦Z』に登場する架空のチーム。

## 概要
新型機の評価試験などを行なうため結成された部隊。正式名称は「地球連邦軍戦技研究班」。作中では次期量産試作機バルゴラのテストを行っていたが月面基地におけるエゥーゴとの戦闘の際に次元転移をしたことにより、多元世界を舞台とした戦いに巻き込まれていくことになる。メンバーはデンゼル・ハマー（スター1）、トビー・ワトソン（スター2）、セツコ・オハラ（スター3）の3名。ゲーム中でデンゼル、トビーは死亡し、エンディングにおいて後述する平行世界の彼らを加えた新生グローリー・スターが誕生する。

## メンバー
専用BGMは3人とも「THE RIGHT STUFF」。セツコのみ+2曲。詳細は後述。
セツコ・オハラ
声：高口幸子
グローリー・スター隊員。階級は少尉でコールサインは「スター3」。年齢は19歳。機体の操縦が丁寧という点を見出され、配属された。
一年戦争のコロニー落としで両親を失った戦災孤児で、そのときの精神的なショックでそれ以前の記憶が曖昧になっており、気付いたときには、施設に収容されていたとのこと。軍隊に入隊したのは施設の職員に素質があると言われたため。内気で物事をはっきり言えない性格が災いして、ティターンズのメンバーに絡まれることがあった。趣味はスウィーツの食べ歩き。恋愛についてはかなり純情で、カシマルが駆るプラネッタのオーバースキルでトビーへの想いが周囲の人間に知れ渡ったときは、恥ずかしさで小さく縮こまっていた（逆にカシマルには自分の心を覗かれたことで普段からは考えられないほど激怒していた）。一方で酒を飲むとかなり陽気になるので、意外と笑い上戸である模様。
部隊内では実戦経験の少ない新兵という立場からカミーユやシンと仲が良く、レイも交えてフリーダム打倒のシミュレーションを行ったりもした。配属先のグローリー・スターでデンゼルとトビーと出会ったことで徐々に笑顔を見せるようになるが、「悲しみの乙女のスフィア」と共鳴していたことで、所持者に悲哀を与え、共鳴（同化）を促すことを目的とするアサキムによりデンゼルとトビーは戦死、さらに執拗に暴力を振るわれ、平行世界のデンゼルとトビーとの戦いを強要される、仲間として信頼を寄せていたレーベンの裏切りを画策されるといった精神的・肉体的な攻撃を徹底的に受ける。その後、アサキムの思惑通りスフィアの力を引き出すようになるが、その代償として味覚や視覚などの五感が徐々に失われていく。終盤にアサキムが自分に執着する目的を知るが、その時点でスフィアが自らの精神にも影響を与えており、極一部のこと（アサキムを討つことなど）を除いた全てに対する諦めに支配されてしまう。
最終決戦ではアサキムを倒しても悲しみを晴らす事が出来ず、ジ・エーデルを道連れに死を決意するが周囲の励ましによって思いとどまり、死亡はしなかったものの行方不明となる。その後、後述する平行世界のデンゼル、トビーと再会し、彼らと共に新生グローリー・スターを結成する。
主人公にランドを選んだ場合、時空振動弾が発動する場面でセツコ編と同様の状況が描かれ、その後は中盤に一人アサキムを追う人物として登場し敵対する。こちらの彼女は自身のルートと違いスフィアに共鳴しておらず、悲しみよりも怒りが前面に出ている。また、セツコ編におけるランドと比べると物語への絡みは少なく、アサキムに対する思惑の違いからかランドとの和解は物語の最後の方である。
『第2次Z』では『破界篇』では名前のみ登場しており、セツコが並行世界のデンゼルとトビーと戦わされた一件から、ZEUTH内では並行世界の同一人物同士の比較をしないというルールを設けた事が語られている。そのため、元の世界と外見が同一である『エウレカセブン』の人物達は別として、甲児やゲッターチームの前ではZEUTH内の彼らに対する言及は抑えられていた。『再世篇』ではインサラウムの次元転移に巻き込まれる形で第2次Zの多元世界に転移し、ZEUTHの仲間と再会した事で戦いに身を投じる。その後、北米のサクラメントにインサラウムが設置したZONEの発動を阻止するため、ZONEの中に自ら身を投じるが、終盤でトライアの開発したZONEブレイカーにより、同じくZONEに捕われていたランド共々救出される。再世篇においてスフィアの影響を受けている描写は見られないが、ZONEの機能や停止方法を見抜くなど、スフィアに関わる者が持つ能力の片鱗を見せている。
『第3次Z』では、『時獄篇』には登場しないが『連獄篇』『天獄篇』に登場。『時獄篇』では名前だけが言及され、『連獄篇』でその消息が明かされた。新生時空振動により翠の地球へと飛ばされ、バルゴラを失う。その後はレジスタンスに身を寄せてエイクロス・カスタムを駆りサイデリアルと戦い続けていた。
専用BGMは「涙拭う翼」（バルゴラ・グローリー搭乗後）、「悲しみという力」（イベント）。なお、 スパロボオリジナルキャラの後期BGM（乗り換え後専用、必殺技専用など）は原則としてゲームをプレイしない限り視聴できないのが通例であるが、セツコの場合はPV2のグローリー・スター初紹介時のBGMがチーム共通の（初期）BGM「THE RIGHT STUFF」ではなく、専用BGMの「涙拭う翼」となっており、発売前にPVで乗り換え後のBGMが判明するという珍しい事態となっていた。今のところシリーズ歴代主人公のなかでは唯一の例である。
トビー・ワトソン
声：近藤隆
グローリー・スター隊員。階級は中尉でコールサインは「スター2」。別部隊のエース・パイロットだったが、グローリー・スター発足時に引き抜かれた。かなり腕が立つが、それを鼻にかけることはない。部隊のムードメーカーで軽口をたたくことも多いが、頭の回転は速くやるときはやる伊達男。ティターンズにも臆せずに嫌味を言える。
セツコに想いを寄せられているが、故郷に婚約者がいる。セツコとは一度離れ離れになり、のちに再会を果たすが、アサキムとの3度目の接触の際に機体を破壊され死亡。その後アサキムにより、セツコにさらなる悲哀を与える目的（グローリー・スターとしてのセツコの全否定）で、セツコのいない可能性の世界のグローリー・スターから同一人物であるが別人であるトビー・ワトソンが召喚される。こちらの彼は後述のデンゼルともども時空修復後の多元世界に取り残されるか、あるいはセツコが元いた世界に召喚される。一時、アサキムが姿を模したこともある。なんにでも興味を示し多趣味多芸なうえ、萌えアニメにも理解がある。
スペシャルディスクにおける後日談では、アサキムに騙されていたことやセツコに撃墜されたことからセツコに対しつれない態度をとっていたが、セツコが違う世界でも変わらぬ誇りを持っていると言ったことから結束していく。セツコがADWから帰還した直後、新生時空振動に巻き込まれデンゼル共々時空の狭間に投げ出され遭難。ソーラリアンの調整を行っていたトライアに救助され、ソーラリアン直衛部隊としてZ-BLUEに参加した。超時空修復後も元の世界には帰還せず、セツコ達と共に活動している。なお、『天獄篇』では図鑑に「故郷に婚約者がいる」というくだりは記載されなくなっている。
デンゼル・ハマー
声：石川ひろあき
グローリー・スター隊長。階級は大尉でコールサインは「スター1」。色黒でスキンヘッドの大柄な男、隊長らしく厳つい風貌で威厳があるが、部下の面倒見は良い。また気さくなところもあり過激な冗談を言うこともある。なお、スペシャルディスクにおけるサイドストーリーの内容からチームのメンバーは彼が選定したようである。冷えたビールが好物。
時空振動弾発動に際しての撤退時にアサキムに遭遇、ディスキャリバーで機体ごと両断されて戦死した。のちにトビーと同じ目的で、別世界のデンゼル・ハマーが召喚される。こちらの彼はエンディングでは元の世界に帰れず、トビーともども多元世界に取り残されるか、あるいはセツコが元いた世界に召喚される。
スペシャルディスクにおける後日談ではトビーとは違い、セツコに対してセツコのいた世界のデンゼルと変わらぬ接し方をしている。トビー同様、再世戦争終結後に発生した新生時空振動に巻き込まれ、機体もろとも時空の狭間に投げ出され遭難。トライアにより救助され、Z-BLUEに参加した。
マイケル
セツコの前にいたグローリー・スター隊員。新型機試験中に死亡したため、本編には登場しない。

## バルゴラ
連邦軍の次期量産試作機。全領域対応汎用武装システム「ガナリー・カーバー」を運用するために開発された。機体そのものには特筆する性能はないが、柔軟な関節構造のお陰で新兵からベテランまで容易に扱える追従性を持っており、アムロ・レイは「兵器であることを除けば乗っていてこれほど楽しい機体はない」と本機の扱いやすさを評している。機体の拡張性も高く、後の調査でフレームや関節構造はガナリー・カーバーの出力が通常の200%を超える出力超過にも耐えられるほどの強度があることが判明しており、ガナリー・カーバーのアップデートを見越した上での設計か、あるいはガナリー・カーバーのスフィアによる変質を想定していた可能性をジエー・ベイベル博士が仄めかしている。欠点としてはオプション以外の格闘武器を装備しておらず（通常の格闘戦ではガナリー・カーバーのストックで殴りつける）、接近戦にはやや不向き。また、兵装の大半をガナリー・カーバーに依存しており、カーバーが故障、もしくは破壊されると戦闘力をほとんど失ってしまう。なおガナリー・カーバーの設定コンセプトは、「射撃も格闘も全部一つでやる巨大な十徳ナイフ」。
メカデザインは明貴美加。なお、『スーパーロボット大戦Z』の物語のつながりはないが、『スーパーロボット大戦OG』のキャラクター、機体で参戦をしている『Another Century's Episode:R』では、リュウセイ・ダテは作中のオリジナル兵器「バルドナ・ペネトレイター」に対し、「その、バルゴラ何とかって奴の力か？」といった趣旨の発言をしている。

### バルゴラ
【Virgo ＝ ラテン語で「おとめ座」】
Z……地球連邦軍戦技研究班「グローリー・スター」に試作機3機が配備され試験評価が行われている。なお、作中でモビルスーツ（MS）系と言及されており、メインエンジンやOS、コクピット等の規格はグリプス戦役当時のMSと共通のものが採用されていると思われる。3機の機体性能に差はないが、頭部やカラーリングが若干異なり、ガナリー・カーバーの武装も施された近・中・遠戦特化オプションにより異なる。最終的にはそれぞれの機体で評価試験が行われた後に、2、3号機のオプションは1号機に統合される予定である。

#### 1号機
オリジナル原型機。カメラアイがエメラルドグリーン、アンテナが額からV字状に伸びている。本機のみ肩装甲が金色（2、3号機は肩装甲は銀色）、ガナリー・カーバーにある球体（これがスフィアと思われる）が緑色であり、2号機、3号機のガナリー・カーバーの球体はオレンジとなっている。評価試験は遠距離砲撃戦、レイ・ストレイターレットを担当。3号機大破後にデータを結合、ジャック・カーバーの使用が可能となる。3度目のアサキムとの邂逅で大破。後にバルゴラ改へと改装される。ちなみに、劇中で登場した並行世界の本機は、数字表記がアラビア数字の“1”からローマ数字の“I”に変更されており、後述の3号機と同性能・同外観である。並行世界にはスフィアやセツコを含め3号機に当たる機体が存在しないため、I号機はレイ・ストレイターレットとジャック・カーバーの二つのオプションを搭載してデータを収集しており（結果的にデータを結合時点でのセツコの1号機と同じ仕様）、Zの時点ではジャック・カーバーしか使用しないが、Z3ではソーラリアンの援護にてレイ・ストレイターレットを使用している。
武装
レイ・ピストル
TRY武器。連射性の高い小型のビームガンであり、ガナリー・カーバーを用いない唯一の武装。
ヘルプ・ストライク
ガナリー・カーバーのストックで殴りつける。
ストレイターレット
ガナリー・カーバーから実弾を連射する。
レイ・ストレイターレット
本機がデータ収集を担当する試作武装。ガナリー・カーバーを展開して巨大なビームを放つ全体攻撃。
ジャック・カーバー
3号機のデータを移植して使用可能にしたもの。3号機の武装を参照。

#### 2号機
カメラアイがブルー、アンテナは後頭部から前方に向いている。評価試験は中近距離戦闘、バーレイ・サイズを担当。3度目のアサキムとの邂逅で大破、トビーも戦死した。残骸は同じく大破した1号機のレストアに利用され、同時に2号機データの反映が行われる。1号機と違い、平行世界の本機は外見、性能共に変わらないが1号機同様、数字表記のみ“2”から“II”に変更されている。
武装
レイ・ピストル、ヘルプ・ストライク、ストレイターレット
全て1号機と同じ。
バーレイ・サイズ
本機がデータ収集を担当する試作武装。ガナリー・カーバーから鎌状のビーム刃を展開し、地上では衝撃波で、空中ではそのまま斬りつける。名前は「収穫用の大鎌」の直訳であり、パイロットのトビーは「軍用兵器にしては洒落ている」と評価している。

#### 3号機
カメラアイがピンク、アンテナは側頭部から直上に向いている。評価試験は近接格闘戦、ジャック・カーバーを担当。当初はセツコが乗っており、軌道エレベーターにてデンゼルが乗り換えたがアサキムとの最初の邂逅で失われ、デンゼルも戦死した。3号機データは1号機にバックアップされていたため、後にデータの反映が行われる。
武装
レイ・ピストル、ヘルプ・ストライク、ストレイターレット
全て1・2号機と同じ。
ジャック・カーバー
本機がデータ収集を担当する試作武装。ガナリー・カーバーから実体剣を展開し、一刀両断する。

### バルゴラ改
Z……3度目のアサキムとの戦いで1、2号機が大破、その際2号機パイロットのトビーが戦死したため、急遽1号機をベースに2号機のパーツを用いてレストアを行い、2号機のバーレイ・サイズのデータを1号機に統合した。これにより全領域対応型の予定だったバルゴラは一応の完成を見ている。また、セツコの意向で装甲の一部（右肩など）は2号機のカラーリングのままである。ランドルートでセツコが乗っているのも本機である。
武装
レイ・ピストル、ヘルプ・ストライク、ストレイターレット、レイ・ストレイターレット、バーレイ・サイズ、ジャック・カーバー
全て上記のバルゴラ3機と同じ。

### バルゴラ・グローリー
【Glory ＝ 英語で「栄光」】
カイメラ隊のジエー・ベイベル（ジ・エーデル・ベルナル）博士の手でVWFSと呼ばれるV字ウィングが取り付けられ、セツコに合わせたチューニングを施して空中戦に対応した改良機。その際、装甲のカラーリングも1号機のものに戻された。その直後のアサキムの策略で1号機のガナリー・カーバーに搭載された「悲しみの乙女」のスフィアが発動。ガナリー・カーバーが生物的デザインに変貌（ブラックボックスであるスフィアが周囲のパーツを取り込み、本来の機能に近い形状へと再構築したと考えられており、それを目の当たりにしたランド・トラビスも全くの別物に変わったと感づいている）し、事実上のセツコ専用機となった。スフィアの力でカーバー本来の出力が発揮されるようになり、遠近問わずに高い戦闘力を発揮する。この意味では、バルゴラ本来の姿と言える。だが、力を得る代償としてセツコの命を蝕み、五感が徐々に失われていく。これはゲーム中の機体性能にも反映されており、この機体に乗ってからさらにセツコが人間では無くなっていく症状が進行するイベントのあとに機体性能・武器攻撃力が上昇する。本機のガナリー・カーバーは古代生物を思わせる有機的な姿に変貌しているが、機体説明によればこちらがカーバー本来の姿に近いらしい。ちなみに、初期の設定ではどんな弾を装填しても奇妙な弾に変えてしまうというものがあった。
武装
レイ・ピストル、ヘルプ・ストライク
全て上記と同じだが、あるイベントではレイ・ピストルを通常武装として使用する。再世篇以降はレイ・ピストルは使用できなくなる（ゲームシステム的にはTRY攻撃がなくなったため）。
ブイ・ストレイターレット
弾丸に回転をかけ、敵機の急所目がけてストレイターレットを3連射する。
ハイ・ストレイターレット
ガナリー・カーバーから放つ大出力ビームで前方一直線を撃ち抜くMAPW。

必殺技
ナウティラス・カーバー
最初にガナリー・カーバーのストックで突き出し、形状が変化したバーレイ・サイズを展開、敵機を連続で斬り付ける。トドメに西洋風の剣となったジャック・カーバーを展開（どちらかと言えば形成に近い）し、突き刺した後、一刀両断して締める。名前の由来はガナリー・カーバー（グローリー）のモデルである古代生物から。2号機の「バーレイ・サイズ」と3号機の「ジャック・カーバー」のデータが反映されている。第二次Z 再世篇では演出が変更され、ストックで突きだす部分が無くなりいきなりバーレイ・サイズを展開する。この際、スフィアの搭載部分が緑色に強く発光する演出が追加されている。
ザ・グローリー・スター
自身の所属していた部隊グローリー・スターの名を冠した本機の最強武装であり、レイ・ストレイターレットの強化版。ガナリー・カーバーの出力を最大以上まで引き上げ、超高出力のビームによる砲撃で前方を薙ぎ払う全体攻撃。この武装を使用する時、パイロットであるセツコの特殊なカットインが流れる。

### バルゴラ・グローリーS
【Star ＝ 英語で「星」】
時獄戦役時、「バルゴラ・グローリー」を入手したサイデリアルの技術者達の手により改修された姿。
VWFSの出力増強を目的としたブースターポッドが追加され、最高速度が大幅にアップした。また、スフィア研究において地球より遥かに上のレベルにあるサイデリアルによってガナリー・カーバーにはスフィアの制御システムが加えられた。これは、より効率的に次元力を引き出すと同時に、使用者の意思をダイレクトにスフィアに伝えるためのものであり、これまで以上にスフィアと搭乗者であるセツコの一体化に成功し、破格の攻撃力を引き出す事となった。
反面、武装がガナリー・カーバー頼みという弱点は全く解消されていない。また、スフィアの覚醒によって有機・生物的な形状に変質していたガナリー・カーバーは、元のバルゴラの物に近い機械的な形状に改装されている。
なお「S」は「スター」のことで、フルネームは「バルゴラ・グローリースター」となる。
武装
ナウティラス・カーバー
ガナリー・カーバーが「悲しみの乙女」の影響で変化した姿で、これが正式名称。主兵装にして生命線。「悲しみの乙女」はこれに搭載されているため、これがなくなると相変わらず何も出来なくなる。サイデリアルの改良によって、外装が追加された。
バーレイバー・サイズ
バーレイ・サイズの発展型。エネルギーエッジを出力して切り裂き、間合いを取ってから刃を飛ばして切り裂く。
ブイ・ストレイターレット
弾丸に回転をかけ、敵機の急所目がけてストレイターレットを3連射する。
ハイ・ストレイターレット
ガナリー・カーバーから放つ大出力ビームで前方一直線を撃ち抜くMAPW。

必殺技
GSコンバット・アクション

グローリー・スターの戦技による連続攻撃。ブイ・ストレイターレットの弾幕で牽制した後ヘルプ・ストライクで突っ込み、「悲しみの乙女」の力を乗せたジャック・カーバーで一刀両断する。
ザ・グローリー・スター
自身の所属していた部隊グローリー・スターの名を冠した本機の最強武装であり、レイ・ストレイターレットの強化版。ガナリー・カーバーの出力を最大以上まで引き上げ、超高出力のビームによる砲撃で前方を薙ぎ払う全体攻撃。この武装を使用する時、パイロットであるセツコの特殊なカットインが流れる。なお、ポジションに着くまでにおとめ座軌道を描く。